# Gobio hettitorum
Gobio hettitorum är en fiskart som beskrevs av Ladiges, 1960. Gobio hettitorum ingår i släktet Gobio och familjen karpfiskar. IUCN kategoriserar arten globalt som sårbar. Inga underarter finns listade i Catalogue of Life.